# Публий Елий Лиг
Публий Елий Лиг (на немски: Publius Aelius Ligus) e политик на Римската република през 2 век пр.н.е.
През 175 пр.н.е. Елий e претор. През 172 пр.н.е. е избран за консул заедно с Гай Попилий Ленат. Той получава за управление Лигурия и получава за това своето когномен. Особеното е, че двамата са първата двойка от плебейски консули.
През 167 пр.н.е. той е в петчленната комисия до Илирия, която организира провинцията с претор Луций Аниций Гал.